# Edvard Magnus Rodhe

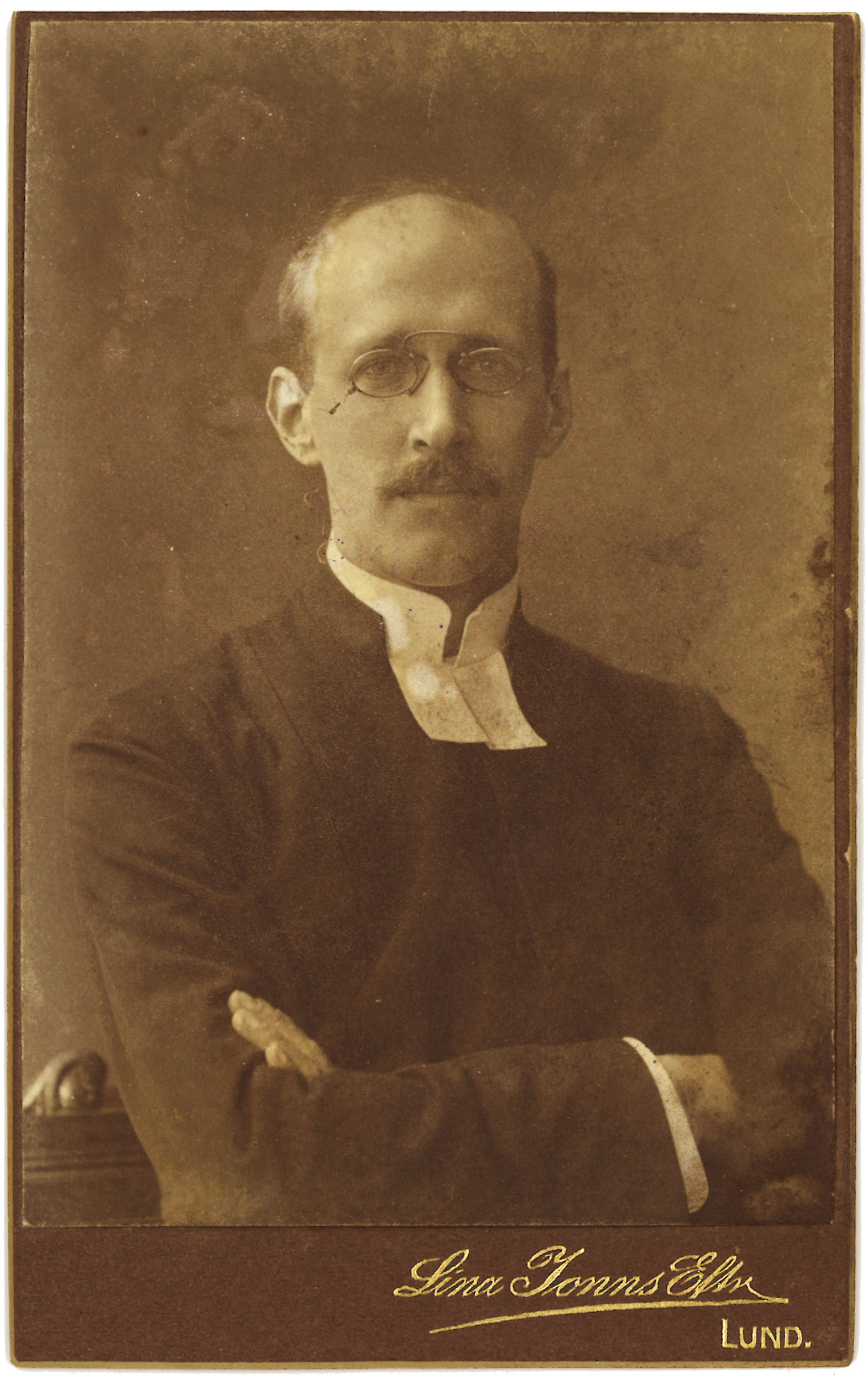
Rodhe um 1906

Edvard Magnus Rodhe (* 17. Dezember 1878 in Lund; † 12. April 1954 in Skara) war ein schwedischer Theologe, Universitätsprofessor und lutherischer Bischof.

## Leben
Rodhe war ein Sohn des Theologen und späteren Bischofs Edvard Herman Rodhe. Er studierte ab 1896 an der Universität Lund, legte 1898 das philosophische und 1904 das theologische Kandidatenexamen ab. Er absolvierte Auslandssemester in Leipzig, Marburg und Berlin und arbeitete zeitweise als Amanuensis an der Universitätsbibliothek. Nach der Promotion zum Dr. phil. 1905 erhielt er in Lund eine Dozentur für Kirchengeschichte und arbeitete daneben als Lehrer. 1907/08 vertrat er die Professur für Praktische Theologie in Lund. Von der Universität Uppsala wurde er 1912 auf den Lehrstuhl für Praktische Theologie berufen und im selben Jahr zum Dr. theol. promoviert. Er amtierte daneben auch als Hauptpastor (kyrkoherde) in Gamla Uppsala und ab 1918 als Propst.
1919 kehrte Rodhe als Professor für Praktische Theologie und Kirchenrecht nach Lund zurück, verbunden mit dem Amt als Dompropst am Dom zu Lund. 1925 wurde er zum Bischof des Bistums Lund berufen und war damit auch Prokanzler der Universität. 1948 trat er in den Ruhestand.
Rodhe war seit 1906 verheiratet mit Ruth Billing (1876–1951), einer Tochter des Bischofs Gottfrid Billing, dessen Nachfolger er später wurde. Zu seinen Kindern gehören der Philosoph Sven Edvard Rodhe und der Theologe Sten Rodhe.

## Werk
Rodhes erste größere Werke waren kirchenhistorische Monographien zu Jacob Axelsson Lindblom und Henrik Schartau. Ab 1910 verlegte er sich auf Untersuchungen zur Liturgie der Schwedischen Kirche, auch aus Interesse an einer behutsamen Reform der Gottesdienstordnung. Auch als Bischof blieb er theologisch aktiv und veröffentlichte einige größere Untersuchungen zur schwedischen Kirchen- und Geistesgeschichte des 19. Jahrhunderts. Große Verbreitung fanden auch seine Religionsbücher für den Volksschulunterricht.
Neben seiner schriftstellerischen Tätigkeit und dem Wirken für die Leitung des Bistums war Rodhe besonders in den Komitees zur Revision der Agende und des Gesangbuchs aktiv. Er war auch international engagiert, u. a. im Lutherischen Weltbund  und in der Luther-Akademie Sondershausen. Als einer der ersten schwedischen Kirchenmänner setzte er sich seit 1921 für die Öffnung des Pfarramts für Frauen ein.

## Schriften (Auswahl)
- Jacob Axelsson Lindblom såsom biskop i Linköping. Lund 1905.
- Kyrka och skola i Sverige under 1800-talet. Lund 1908.
- Henrik Schartau såsom predikant. Lund 1909.
- Dopritualet i svenska kyrkan efter reformationen. Lund 1910.
- Kyrkolag och kyrkohandbok. En kyrkorättslig studie. Lund 1911.
- Schwedische Kirchenkunde (= Studien zur praktischen Theologie Bd. 6, H. 2). Gießen 1913.
- Kyrkan och nykterhetsrörelsen. En historisk studie. Uppsala 1915.
- Studier i den svenska reformationstidens liturgiska tradition. Uppsala 1917.
- Livet efter döden. Eskatologiska strömningar i nutiden. Stockholm 1921.
- Handledning för undervisare i kristendom vid folkskolan. Stockholm 1921.
- Textbok för kristendomsundervisningen i folkskolan. Stockholm 1921; 45. Aufl. 1936.
- Svenskt gudstjänstliv. Historisk belysning av den svenska kyrkohandboken. Stockholm 1923.
- Svenska kyrkan omkring sekelskiftet. Stockholm 1930.
- Den religiösa liberalismen: Nils Ignell – Viktor Rydberg – Pontus Wikner. Stockholm 1935.
- Geijer och samhället. En studie i svensk tradition. Stockholm 1942.